# Aster Vranckx
Aster Jan Vranckx (ur. 4 października 2002 w Erps-Kwerps) – belgijski piłkarz kongijskiego pochodzenia występujący na pozycji pomocnika w niemieckim klubie VfL Wolfsburg oraz w reprezentacji Belgii do lat 21. Wychowanek KV Mechelen.